# Tuffi ai XXI Giochi del Commonwealth - Piattaforma 10 metri sincro maschile
Il concorso dei tuffi dalla piattaforma 10 metri sincro maschile dei Giochi del Commonwealth di Gold Coast 2018 si è svolto il 13 aprile 2018.

## Risultati
Risultati finali:
| Class | Nazione                                    | Tuffi | Tuffi | Tuffi | Tuffi | Tuffi | Tuffi | Totale |
| Class | Nazione                                    | 1     | 2     | 3     | 4     | 5     | 6     | Totale |
| ----- | ------------------------------------------ | ----- | ----- | ----- | ----- | ----- | ----- | ------ |
|       | Inghilterra Tom Daley Daniel Goodfellow    | 51.00 | 46.80 | 77.52 | 78.72 | 90.72 | 61.05 | 405.81 |
|       | Inghilterra Matthew Dixon Noah Williams    | 50.40 | 46.20 | 80.64 | 82.17 | 65.70 | 74.88 | 399.99 |
|       | Australia Domonic Bedggood Declan Stacey   | 53.40 | 48.60 | 67.20 | 71.40 | 66.60 | 90.72 | 397.92 |
| 4     | Malaysia Jellson Jabillin Hanis Jaya Surya | 49.80 | 53.40 | 67.20 | 66.60 | 72.00 | 76.80 | 385.80 |
| 5     | Scozia James Heatly Lucas Thomson          | 50.40 | 48.00 | 70.56 | 71.04 | 57.60 | 72.00 | 369.60 |
| 6     | Canada Bryden Hattie Rylan Wiens           | 46.20 | 46.80 | 62.10 | 77.76 | 64.35 | 72.00 | 369.21 |